# Bosanski Aleksandrovac
Bosanski Aleksandrovac es una localidad de la municipalidad de Laktaši, Republika Srpska, Bosnia y Herzegovina.

## Historia
Durante la segunda parte del siglo XIX, el imperio otomano se encontraba en crisis. En 1878, Bosnia y Herzegovina que estuvo bajo su control durante varios siglos, pasó a la administración austrohúngara por el Tratado de Berlín de ese año.
Antes del cambio de la administración, en el año de 1869, monjes trapenses de la región de Eifel de Alemania establecieron el monasterio de Maria-Stern en el valle del río Vrbas. Luego de la ocupación turca, la zona se encontraba casi despoblada. El monasterio, conocido como el primer asentamiento alemán en Bosnia, sirvió como punto focal para los católicos alemanes que migrarían desde Alemania Después del cambio de administración, esos monjes asesoraron a colonos alemanes del noroeste de Alemania que establecieron el primer asentamiento a lo largo de la ruta entre Bosanska Gradiška y Banja Luka. Llamaron al asentamiento Windhorst, en honor al político alemán Ludwig Windthorst.
El asentamiento de Rudolfstal (Bosanski Aleksandrovac) fue también establecido un año después, sobre la misma ruta, con colonos de las áreas alemanas de Silesia, Hanover y Oldenburg. Ambos asentamientos se produjeron en terrenos privados y con iniciativas privadas.